# Joséphine Guidy-Wandja

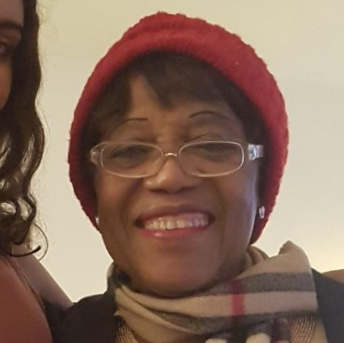
Joséphine Guidy-Wandja

 Joséphine Guidy-Wandja  (* 1945 in Kamerun) ist eine ivorische Mathematikerin und Hochschullehrerin. Sie promovierte an der Universität von Abidjan als erste Frau in Mathematik.

## Leben und Werk
Guidy-Wandja verbrachte die ersten vierzehn Jahre ihres Lebens in Kamerun, bevor die Familie nach Frankreich zog, wo sie das Lycée de Jeunes Filles in Châtellerault besuchte. Nach einem Jahr an dieser Schule erhielt sie 1960 den Brevet d’études de Premier Cycle (BEPC). Sie studierte Mathematik und Physik an der Universität Pierre und Marie Curie und begann 1969 an der Jacques Amyot High School in Melun zu unterrichten. Danach wurde sie an der Universität Paris VII Assistenzprofessorin. 1971 wurde sie Dozentin an der Universität von Abidjan (Elfenbeinküste) und 1980 wurde sie bei Jean-Pierre Aubin an der Université Nationale de Cote d’Ivoire mit der Dissertation Economie quadratique promoviert. 1983 wurde sie zur Präsidentin des Internationalen Komitees für Mathematik in Entwicklungsländern (ICOMIDC) ernannt. Sie hat zahlreiche Auszeichnungen erhalten, darunter den Ordre de Mérite de l’Education Nationale (Elfenbeinküste) und den Officier des Ordre des Palmes Académiques (Frankreich).

## Veröffentlichungen
- Guidy Wandja, Joséphine: Yao crack en maths. Nouvelles Éditions africaines, 1985, ISBN 978-2-7236-0735-3.